# Рамстедт, Юхан-Улоф
Иоганн Рамстедт (швед. Johan Olof Ramstedt; 7 ноября 1852, Стокгольм — 15 марта 1935, там же) — шведский государственный и политический деятель, юрист, судья, премьер-министр Швеции с 13 апреля по 2 августа 1905 года.

## Биография
Йохан Рамстедт родился в Стокгольме в семье фабриканта одежды Райнхольда Рамстедта и его жены Марии Софии Хеггстрём.
В 1873 году окончил Уппсальский университет, где получил образование в области государственного управления. Затем стажировался в Апелляционном суде Свеаланда. В 1878 году женился на Хенрике Шарлотте Торен. В том же году был назначен вице-прокурором. В 1880 году стал чиновником Апелляционного суда, в 1882 году — ассоциированным членом, а в 1884 году — полноправным членом Апелляционного суда.
В 1876 году Иоганн Рамстедт был назначен правительственным нотариусом второй палаты шведского парламента, затем первой палаты (1877—1882). В 1892 году перешёл на работу в Министерство юстиции Швеции; в 1896—1898 годах — председатель Департамента юстиции; с 1898 года — советник по правосудию Верховного суда Швеции.
В 1902 году новоизбранный премьер-министр Эрик-Густав-Бернхард Бустрём предложил ему войти в состав его кабинета. Рамстедт занял должность исполняющего обязанности министра иностранных дел. После того, как Эрик Бустрём оставил пост из-за кризиса шведско-норвежскую союза, Иоганн Рамстедт занял кресло премьер-министра Швеции. Его непосредственной задачей было решение кризиса унии. Вместе с принцем Густавом был разработан план, который позволял норвежцам выйти из унии, однако с условием, что норвежский парламент не затрагивает этот процесс. Однако план не был воплощён в жизнь, поскольку парламент Норвегии распустил шведско-норвежскую унию 7 июня 1905 года.
Иоганн Рамстедт ушёл с поста премьер-министра и был назначен советником по вопросам юстиции премьер-министра Кристиана Лундеберга.
В 1909 году Рамстедт стал первым правительственным советником новосозданного Высшего административного суда Швеции.
В 1912 году он был назначен на пост губернатора Стокгольма. В 1920 году ушёл в отставку.